# Елизавета Рената Лотарингская
Елизавета Рената Лотарингская (фр. Élisabeth Renée de Lorraine, нем. Elisabeth Renata von Lothringen; 9 октября 1574, Нанси — 4 января 1635, Браунау-ам-Инн, Верхняя Австрия) — герцогиня и курфюрстина Баварии в браке с герцогом и курфюрстом Баварии Максимилианом I.

## Жизнь

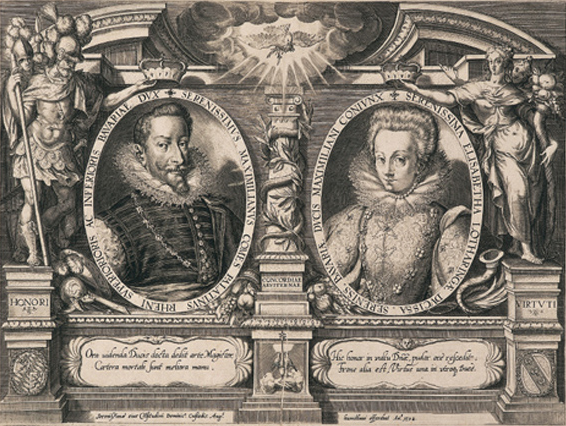
Максимилиан I и Елизавета Рената Лотарингская

Елизавета Рената была дочерью Карла III, герцога Лотарингии и принцессы Клод Валуа. По матери она приходилась внучкой могущественной королеве Франции Екатерине Медичи.
9 февраля 1595 года в Нанси она вышла замуж за своего двоюродного брата Максимилиана I, герцога Баварии. Их брак был бездетным из-за бесплодия Елизаветы, что доставило её немало горя. Тем не менее её отношения с супругом были тёплыми и гармоничными .
Елизавета была очень набожной католичкой, которая много времени уделяла своим религиозным обязанностям и стала известна своим аскетическим образом жизни . Когда она вышла замуж, она была жизнерадостной и весёлой, но с возрастом она становилась всё более меланхоличной и депрессивной . Максимилиан не обременял её политическими делами, и она много времени уделяла благотворительности .
Она умерла после длительной болезни в возрасте в 1635 году. Максимилиан женился на эрцгерцогине Марии Анне Австрийской через несколько месяцев после её смерти; в браке родился сын и наследник.